# Années 480
Les années 480 couvrent la période de 480 à 489.

## Événements
- Vers 480 : première mention des Bulgares lorsque l'empereur Zénon obtient leur aide militaire contre les Ostrogoths[1]. Ils sont alors installés entre la Caspienne et le Danube.  Les Bulgares (du turc bulga, les Mélangés) seraient formés des groupes de Huns refluant vers l’est et d’autres éléments venus d’Asie auparavant[2].

Début de la formation des Royaumes francs.

- 481/482-511 : règne de Clovis Ier, roi des Francs saliens[3].
- 481 : en Corée, Paekche, Silla et Daegaya s'allient contre Koguryŏ[4].

- 483-488 : installation des Ostrogoths de Théodoric en Mésie inférieure[5].
- 484-519 : schisme d'Acace[6].
- 484-488 : règne de Valash en Perse[7].
- 486 : 
  - bataille de Soissons. Le domaine gallo-romain de Syagrius est conquis par les Francs[3].
  - l’Église chrétienne de Perse adopte le nestorianisme au concile de Séleucie. Le nestorianisme atteint la côte de Malabar en Inde, apporté par des missionnaires babyloniens après 486[8].
- 488-489 : Théodoric le Grand roi des Ostrogoths, envahit l'Italie pour le compte de  Zénon[9].
- 488-531 : règne de Kavadh Ier en Perse[7].
- 489 : Zénon ferme l’école nestorienne d’Édesse[10]. Les Pères chrétiens nestoriens fondent une Église nationale à Ctésiphon.

- Intensification du monachisme en Éthiopie avec l'arrivée d'un groupe de moines syriens, les Neuf Saints[11].

## Personnages significatifs
- Alaric II
- Clovis Ier
- Félix III
- Gondebaud
- Gunthamund
- Hunéric
- Kavadh Ier
- Odoacre
- Péroz Ier
- Sidoine Apollinaire
- Zénon (empereur byzantin)